# Relique de saint Pancrace
La relique de saint Pancrace est un squelette artistiquement serti, attribué au martyr paléochrétien Pancrace. Elle compte parmi les exemples les plus impressionnants de la vénération baroque des reliques et fut sertie en 1776 pour 4300 florins par l’orfèvre d’Augsbourg Joseph Anton Seethaler. Aujourd’hui, la relique se trouve dans la ville de Wil SG, dans le canton de Saint-Gall, en Suisse, où elle est vénérée depuis plus de 350 ans,,,.